# Zakątki
Zakątki (deutsch Gnadenfeld) ist ein kleiner Ort in der polnischen Woiwodschaft Ermland-Masuren und gehört zur Gmina Ruciane-Nida (Stadt- und Landgemeinde Rudczanny/Niedersee-Nieden) im Powiat Piski (Kreis Johannisburg).

## Geographie
Die kleine Forstsiedlung (polnisch Osada leśna) Zakątki liegt östlich des Weissuhner Sees (polnisch Jeziioro Wejsunek) im Südosten der Woiwodschaft Ermland-Masuren, zwölf Kilometer nordwestlich der Kreisstadt Pisz (deutsch Johannisburg). Zu erreichen ist Zakątki von Ruciane-Nida aus über eine Nebenstraße, die nach Wejsuny führt.

## Geschichte
1802 wurde Gnadenfeld als kleiner Hof mit einer Försterei gegründet, wobei die Försterei einen Kilometer östlich des Hofes angesiedelt war. Gnadenfeld gehörte bis 1945 zur Gemeinde Weissuhnen (polnisch Wejsuny) im Kreis Johannisburg im Regierungsbezirk Gumbinnen (ab 1905: Regierungsbezirk Allenstein) der preußischen Provinz Ostpreußen.
Seit 1945 gehört Gnadenfeld wie das gesamte südliche Ostpreußen zu Polen. Die kleine Forstsiedlung trägt jetzt die polnische Namensform „Zakątki“ und ist eine Ortschaft innerhalb der Stadt- und Landgemeinde Ruciane-Nida im Powiat Piski, bis 1998 zur Woiwodschaft Suwałki, seither zur Woiwodschaft Ermland-Masuren gehörig.

## Religionen
Kirchlich war Gnadenfeld bis 1945 mit der evangelischen Dorfkirche Groß Weissuhnen in der Kirchenprovinz Ostpreußen der Kirche der Altpreußischen Union sowie mit der katholischen Pfarrkirche in Johannisburg im Bistum Ermland verbunden.
Heute besteht für Zakątki weiterhin der Bezug zum jetzt Dorfkirche Wejsuny genannten Gotteshaus in der Diözese Masuren der Evangelisch-Augsburgischen Kirche in Polen sowie zur Pfarrei Ruciane-Nida im Bistum Ełk der katholischen Kirche in Polen.